# Quadrant politique

Sur le schéma, la ligne verticale représente le degré de liberté individuelle et la ligne horizontale le degré de liberté économique.

Le quadrant politique est un quadrant représentant les opinions politiques. C'est un modèle à plusieurs axes utilisé pour labelliser ou organiser la pensée politique en plusieurs dimensions. Il y a plusieurs quadrants politiques, avec un nombre varié d'axes.
Un exemple de quadrant consiste à considérer l'opinion politique selon deux axes. L'axe économique (gauche-droite) mesure cette opinion selon la façon dont l'économie devrait fonctionner : « gauche » définit un point de vue selon lequel l'économie devrait être dirigée selon un modèle collectif et coopératif, tandis que « droite » définit un point de vue selon lequel l'économie devrait être confiée à des individus ou organisations concurrentes. Le deuxième axe (autoritaire-libertaire) mesure la pensée politique dans un sens social, considérant le degré de liberté individuelle : le « libéralisme » est la conviction selon laquelle la liberté individuelle devrait être maximisée, et l'« autoritarisme » celle selon laquelle l'autorité et la tradition devraient être privilégiées.
Ce modèle de classification comporte cependant de nombreux biais : il est extrêmement simpliste et subjectif. Définir une idéologie ou un régime sur seulement deux critères, traités comme indépendants, est très simplificateur. L'axe est de plus très souvent utilisé à des fins de décrédibilisation de ses adversaires. En effet, l'autoritarisme étant souvent vu comme néfaste[réf. nécessaire], il devient dès lors un axe purement subjectif sur lequel il convient de placer ses adversaires plus haut que soi.